# Астрал: Онлайн
Астрал: Онлайн — великобританський фільм жахів та містики 2020 року. Режисер Роб Севадж; сценарист Роб Севадж та Джемма Херлі. Продюсери Дуглас Кокс і Крейг Енглер. Світова прем'єра відбулася 30 липня 2020 року. Прем'єра в Україні — 4 лютого 2021-го.

## Зміст
Під час карантину група друзів вирішує влаштувати спіритичний сеанс через Zoom за допомогою спеціально запрошеного для цього медіума.
Після початку сеансу в реальному світі кожного з учасників починають відбуватися дивні події. Якийсь всесильний дух, який одночасно існує в кількох просторах — впливає на їх життя. Натовп демонів з іншого світу, що проник через інтернет в реальний світ або інтернет — це і є потойбічний світ, де мешкає зовсім новий вид духів.
Або все це — кривава гра нового секретного алгоритму «Великого брата» з людиною. В чому причина того, що відбувається — доведеться з'ясувати учасникам сеансу ціною власного життя.

## Знімались
- Гейлі Бішоп
- Джемма Мур (Jemma Moore)
- Емма Луїза Вебб (Emma Louise Webb)
- Радіна Драндова (Radina Drandova)
- Керолайн Ворд (Caroline Ward)
- Алан Емріс (Alan Emrys)